# Sander M. Levin

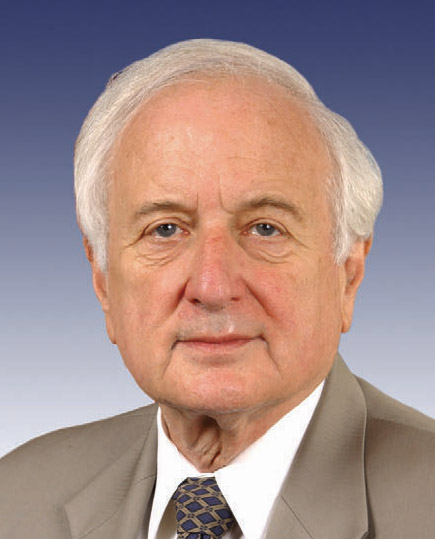
Sander M. Levin

Sander Martin Levin (* 6. September 1931 in Detroit, Michigan) ist ein US-amerikanischer Politiker der Demokratischen Partei. Von 1983 bis 2019 vertrat er den Bundesstaat Michigan im Repräsentantenhaus der Vereinigten Staaten.

## Familie, Ausbildung und Beruf
Sander Levin besuchte die Central High School in Detroit und studierte danach bis 1952 an der University of Chicago sowie dann bis 1954 an der Columbia University in New York City. Nach einem anschließenden Jurastudium an der Harvard University wurde er im Jahr 1957 als Rechtsanwalt zugelassen und arbeitete als solcher.
Von 1977 bis 1981 war Levin als Assistant Administrator Vorstandsmitglied der United States Agency for International Development.
Privat lebt Sander Levin in Royal Oak. Sein jüngerer Bruder Carl (1934–2021) war US-Senator für Michigan. Levins Frau Vickie starb im Jahr 2008. Er ist Vater von vier Kindern. Sein ältester Sohn Andy verfehlte im Jahr 2006 als demokratischer Kandidat die Wahl in den Senat von Michigan und trat 2019 die Nachfolge seines Vaters im Kongress an.

## Politische Laufbahn
In den Jahren 1964 und 1968 war Levin Delegierter der Democratic National Conventions, den Präsidentschafts-Nominierungsparteitagen. Zwischen 1965 und 1970 saß er im Senat von Michigan. 1970 und 1974 kandidierte er erfolglos für das Amt des Gouverneurs Michigans; dabei unterlag er jeweils dem Republikaner William Milliken.
Bei der Wahl 1982 wurde Levin im 17. Kongresswahlbezirk Michigans in das US-Repräsentantenhaus in Washington, D.C. gewählt, wo er am 3. Januar 1983 die Nachfolge von William M. Brodhead antrat. Nach 17 Wiederwahlen, zuletzt 2016, übte er sein Mandat im Kongress bis zum 3. Januar 2019 aus. Auf Grund von Umstrukturierungen wechselte mehrfach die Nummer seines Kongresswahlbezirks, der aber immer – teils verschiedene – Vorstädte von Detroit umfasst hat. Von 1983 bis 1993 vertrat er den 17., dann bis 2013 den 12. Wahlkreis seines Staates, ehe er am 3. Januar 2013 in den 9. Wahlbezirk wechselte.
Levin war vom 4. März 2010 bis zum 3. Januar 2011 als Nachfolger des zurückgetretenen Charles B. Rangel Vorsitzender des Committee on Ways and Means, als dort die Gesundheitsreform Obamacare beschlossen wurde; seitdem fungierte er dort als ranghöchstes Mitglied der demokratischen Minderheitsfraktion (Ranking Member). Außerdem war er Mitglied in zwei von dessen Unterausschüssen. Levin beschäftigte sich mit Handelspolitik und betrachtete als seine Erfolge den Kampf gegen Privatisierung im Sozialbereich und die Verabschiedung der Rettungsaktion für die Autoindustrie nach der Weltwirtschaftskrise ab 2007.
Im Dezember 2017 gab Levin bekannt, sich bei der Wahl 2018 nicht zur Wiederwahl zu stellen. Er hat angekündigt, im Anschluss an der Gerald R. Ford School of Public Policy der University of Michigan zu schreiben und zu lehren. Als mögliche Nachfolger wurden sein Sohn Andy und der Bundesstaatssenator Steve Bieda genannt. Levin hatte den Wahlkreis 2016 mit 21 Prozentpunkten Vorsprung gewonnen, Hillary Clinton bei der gleichzeitigen Präsidentschaftswahl mit 8 Prozentpunkten. In der Vorwahl der Demokraten im August 2018 setzte sich Andy Levin mit 52,5 Prozent der Stimmen gegen mehrere Gegenkandidaten durch und traf bei der Hauptwahl im November 2018 auf die Republikanerin Candius Stearns. Levins Sohn galt in diesem stark demokratisch geprägten Wahlkreis als Favorit und setzte sich bei der Hauptwahl durch. Er löste seinen Vater am 3. Januar 2019 im Kongress ab.

## Belege
1. 1 2 3  Melisa Nann Burke: Rep. Levin on retiring: ‘I just thought time had come’. In: The Detroit News, 2. Dezember 2017 (englisch).
2. ↑  Vincent Duffy: Andy Levin declares victory in 9th Congressional Democratic race. In: Michigan Public Radio, 8. August 2018; 2018 Midterm Election Forecast: Michigan 9th. In: FiveThirtyEight.

| Personendaten    | Personendaten                             |
| ---------------- | ----------------------------------------- |
| NAME             | Levin, Sander M.                          |
| ALTERNATIVNAMEN  | Levin, Sander Martin (vollständiger Name) |
| KURZBESCHREIBUNG | US-amerikanischer Politiker               |
| GEBURTSDATUM     | 6. September 1931                         |
| GEBURTSORT       | Detroit, Michigan                         |